# Rowleyella nujiangensis
Rowleyella nujiangensis är en loppart som beskrevs av Lin Jiabing et Xie Baoqi 1990. Rowleyella nujiangensis ingår i släktet Rowleyella och familjen fågelloppor. Inga underarter finns listade i Catalogue of Life.